# Królestwa i Kraje w Radzie Państwa Reprezentowane
Królestwa i Kraje w Radzie Państwa Reprezentowane (niem. Die im Reichsrat vertretenen Königreiche und Länder, od 1915 roku Österreichische Länder – Kraje austriackie), pot. Przedlitawia, Cislitawia (niem. Cisleithanien) – nazwy (oficjalna i potoczne) używane na określenie „austriackiej” i zarazem cesarskiej części Austro-Węgier. Jej stolicą był Wiedeń.
Potoczna nazwa Przedlitawia (Cislitawia) pochodzi od rzeki Litawy, wzdłuż której biegła częściowo granica pomiędzy Cesarstwem Austrii a Królestwem Węgier.
Królestwa i Kraje w Radzie Państwa Reprezentowane posiadały dwuizbowy parlament, Radę Państwa (niem. Reichsrat). Na czele rządu stał premier, powoływany przez cesarza i rządzący w oparciu o większość tworzoną w zróżnicowanym nie tylko politycznie, ale też narodowo parlamencie.
Stosowany najpowszechniej w administracji język niemiecki nigdy nie uzyskał statusu oficjalnego języka państwowego  – odpowiedni projekt z 14 grudnia 1880 roku został odrzucony przez Radę Państwa w styczniu 1884 roku.

## Kraje koronne
Przedlitawia dzieliła się na 15 krajów koronnych.
| Herb | Nazwa potoczna                                                                              | Pełna nazwa | Ośrodek adm.                              | Powierzchnia w km²   | Ludność w 1910                  |
| ---- | ------------------------------------------------------------------------------------------- | --- | ----------------------------------------- | -------------------- | ------------------------------- |
|      | Górna Austria Oberösterreich                                                                | Arcyksięstwo Austrii za Anizą Erzherzogtum Österreich ob der Enns | Linz                                      | 11.982               | 853.006                         |
|      | Dolna Austria Niederösterreich                                                              | Arcyksięstwo Austrii przed Anizą Erzherzogtum Österreich unter der Enns | Wiedeń Wien                               | 19.825               | 3.513.814                       |
|      | Styria Steiermark                                                                           | Księstwo Styrii Herzogtum Steiermark | Graz                                      | 22.425               | 1.444.157                       |
|      | Karyntia Kärnten                                                                            | Księstwo Karyntii Herzogtum Kärnten | Klagenfurt                                | 10.326               | 396.200                         |
|      | Salzburg                                                                                    | Księstwo Salzburga Herzogtum Salzburg | Salzburg                                  | 7.153                | 214.737                         |
|      | Tyrol Tirol                                                                                 | Książęce Hrabstwo Tyrolu Gefürstete Grafschaft Tirol | Innsbruck                                 | 26.683               | 946.613                         |
|      | Vorarlberg                                                                                  | Kraj Vorarlberg Das Land Vorarlberg | Bregencja Bregenz                         | 2.602                | 145.408                         |
|      | Kraina Krain                                                                                | Księstwo Krainy Herzogtum Krain | Lublana Laibach                           | 9.954                | 525.995                         |
|      | Pobrzeże Küstenland w tym: – Triest – Gorycja i Gradyska Görz und Gradisca – Istria Istrien | Pobrzeże Austriackie Österreichisches Küstenland w tym: – Wolne cesarskie miasto Triest Die Reichsunmittelbare Stadt Triest und ihr gebiet – Książęce Hrabstwo Gorycji i Gradyski Gefürstete Grafschaft Görz und Gradisca – Margrabstwo Istrii Markgrafschaft Istrien | Triest – Triest – Gorycja Gorizia – Poreč | 7.969 95 2.918 4.956 | 893.797 229.510 260.721 403.566 |
|      | Dalmacja Dalmatien                                                                          | Królestwo Dalmacji Königreich Dalmatien | Zadar Zara                                | 12.831               | 645.666                         |
|      | Czechy Böhmen                                                                               | Królestwo Czech Königreich Böhmen | Praga Prag                                | 51.947               | 6.769.548                       |
|      | Morawy Mähren                                                                               | Margrabstwo Moraw Markgrafschaft Mähren | Brno Brünn                                | 22.222               | 2.622.271                       |
|      | Śląsk Austriacki Schlesien                                                                  | Księstwo Górnego i Dolnego Śląska, Księstwo Śląska Herzogtum Ober- und Niederschlesien, Herzogtum Schlesien | Opawa Troppau                             | 5.147                | 756.949                         |
|      | Galicja i Lodomeria Galizien und Lodomerien                                                 | Królestwo Galicji i Lodomerii z Wielkim Księstwem Krakowskim i Księstwami Oświęcimskim i Zatorskim Königreich Galizien und Lodomerien mit dem Großherzogtum Krakau und den Herzogtümern Auschwitz und Zator                                                           | Lwów Lemberg                              | 78.497               | 8.025.675                       |
|      | Bukowina                                                                                    | Księstwo Bukowiny Herzogtum Bukowina | Czerniowce Czernowitz                     | 10.441               | 800.098                         |

## Ludność
W 1910 roku Królestwa i Kraje w Radzie Państwa Reprezentowane liczyły 28 571 900 mieszkańców. Największą grupą narodową (według deklarowanego języka ojczystego) byli Niemcy stanowiący 35,6% ogółu ludności. Do grupy tej spis zaliczał również Żydów deklarujących język niemiecki jako ojczysty. W dalszej kolejności plasowali się Czesi, Polacy i Ukraińcy (Rusini).
Pomiędzy wieloma narodami występowały konflikty, z których wiele wybuchło z całą mocą po rozpadzie monarchii.
| Naród               | populacja  | populacja % |
| ------------------- | ---------- | ----------- |
| Niemcy              | 9 950 266  | 34,8%       |
| Czesi               | 6 435 983  | 22,5%       |
| Polacy              | 4 967 984  | 17,3%       |
| Ukraińcy            | 3 518 854  | 12,3%       |
| Słoweńcy            | 1 252 940  | 4,4%        |
| Serbowie i Chorwaci | 783 334    | 2,8%        |
| Włosi               | 768 422    | 2,7%        |
| Rumuni              | 275 115    | 1%          |
| Węgrzy              | 10 974     | 0,03%       |
| Suma                | 28 571 934 | 100%        |